# David Hay
David Hay (29 de janeiro de 1948) é um ex-futebolista e treinador escocês. Ele começou a jogar no Celtic no final da década de 1960, junto com uma geração de jogadores que construíram uma era de grande sucesso para o clube. 
Uma briga entre Hay e Celtic o levou a ser transferido para o Chelsea em 1974. Ele jogou em mais de 100 jogos da liga para o Chelsea, mas foi forçado a se aposentar em 1979 devido a uma lesão no joelho. Hay jogou 27 partidas na Seleção Escocesa de Futebol e foi convocado para a Copa do Mundo de 1974.
Depois de se aposentar como jogador, Hay começou a sua carreira como treinador no Motherwell em 1981. Ele os levou a uma promoção em 1981-82, mas deixou o clube no final da temporada. Ele foi então treinador do Celtic em 1983 e desfrutou de algum sucesso quando ganharam a Copa Escocesa de 1984-85 e uma liga escocesa em 1986. Hay também ganhou o campeonato da liga norueguesa durante um breve período com a Lillestrøm SK. Ele posteriormente trabalhou no St Mirren, Livingston e Dunfermline Athletic.

## Jogador
Depois de completar seu ensino secundário na Academia St Mirin em Paisley, Hay assinou com o Celtic em 1966. Ele se tornou um dos "Quality Street Kids", uma equipe reserva que eventualmente tomou os lugares do já envelhecidos Leões de Lisboa. Ele estreou na liga em 6 de março de 1968 contra o Aberdeen,
Ao todo, Hay fez 130 jogos pelo Celtic marcando 12 gols, vencendo 5 campeonatos da liga, 3 Copas da Escócia e 1 Copa da Liga. 
Depois de jogar para a Escócia na Copa do Mundo de 1974 na Alemanha Ocidental, ele foi transferido para o Chelsea após um desentendimento com o Celtic. Hay também fez mais de 100 jogos pelo time londrino, mas não conquistou títulos.
Em 1979, um grave ferimento no joelho o forçou a se aposentar do jogo como jogador. Ele também sofreu problemas com sua retina deslocada e, eventualmente, perdeu a visão completa em seu olho direito. 
Ao todo, ele jogou 27 vezes com a camisa da Escócia. Incluindo a Copa do Mundo FIFA de 1974.

## Treinador

### Motherwell
Seu trabalho como treinador foi quando ele assumiu as rédeas do Motherwell em 1981. Ele levou o clube ao título e consequentemente a promoção a Primeira Divisão Escocesa quando venceu a Segunda Divisão Escocesa. Ele saiu no final da temporada 1981-82.

### Celtic
Hay contratou Billy McNeill como treinador em 1983, ele conquistou a Copa Escocesa em 1985 e a Premier Division de forma dramática em 1986, isso porque o Celtic venceu seu jogo final por 5-0 contra St Mirren no Love Street, mas precisava de uma derrota dos Hearts que eram líderes da liga, contra o Dundee. Albert Kidd garantiu a vitória do Dundee com dois gols e o Celtic foi coroado campeão. 
Depois que o Celtic não conseguiu ganhar um troféu em 1986-87, Hay deixou o Celtic e foi substituído por McNeill.

### Lillestrom SK
Em 1989, o escocês então se aventurou no exterior indo para a Noruega treinar o Lillestrom SK e ganhou a Premier League norueguesa. Ele retornou à Escócia pouco depois.

### St Mirren
Em 1991, Hay assumiu o St Mirren, mas saiu apenas um ano depois.

### Livingston

#### Co-treinador
Hay juntou-se com Jim Leishman em 2000 para treinar o Livingston e liderar o clube até a Primeira Divisão Escocesa no final da temporada 2000-01. Sua temporada de estreia em 2001-02 foi uma temporada impressionante que lhes valeu sua primeira qualificação para a Europa com um lugar na Copa da UEFA.
A temporada de 2002-03 não foi tão impressionante e ambos desceram da posição de treinador, embora ambos se mantivessem no clube. O brasileiro Marcio Maximo Barcellos assumiu o comando do clube.

#### Treinador (solo)
Em seguida, ele retornou ao cargo de treinador rapidamente na temporada 2003-04, desta vez sozinho assumindo o comando deixado por Marcio Maximo Barcellos depois de apenas 9 jogos da temporada. 
Ele ganhou a Copa da Liga da Escócia enquanto esteve no comando, batendo o favorito Hibernian (que derrotou o Celtic e o Rangers na rota até a final). 
Apesar deste sucesso, Hay foi demitido no final da temporada para ser substituído por Allan Preston.

### Dunfermline Athletic
Hay foi então nomeado treinador da Dunfermline Athletic, sucedendo Jimmy Calderwood. Infelizmente, ele provou ser um dos gerentes menos populares da história do clube e foi demitido perto do final da temporada com o clube lutando para não cair.

## Pós-Carreira
Hay voltou à Livingston em 16 de junho de 2008 em um papel de consultor. Ele se tornou treinador interino do Livingston em 2009, depois que Paul Hegarty foi suspenso pelo clube. 

## Títulos

### Jogador
Celtic (1968-1974)
- Liga Escocesa: 1970, 1971, 1972, 1973, 1974
- Copa Escocesa: 1971, 1974
- Scottish League Cup: 1970

### Treinador
Motherwell (1981-1982)
- Primeira Divisão Escocesa: 1982

Celta (1983-1987)
- Liga Escocesa: 1986
- Copa escocesa: 1985

Lillestrøm SK (1989)
- Norwegian League Champions: 1989

Livingston (co-gerente 2000-2003, 2003-2004)
- Primeira Divisão Escocesa: 2000-01
- Scottish League Cup: 2004